# Csifó Dorina
Csifó Dorina Mirtill (Budapest, 1988. december 30. –) magyar színésznő, énekesnő, szinkronszínész.

## Pályafutása
1992-ben kezdett járni Koltai Judit színitanodájába, öt évvel később kiválasztották az Annie című musicalbe. A nyomorultakban Cosette, később pedig Gavroche szerepét játszotta. A nagyközönség a Barátok köztből ismerte meg, ahol Temesvári Noémit alakította 2003 és 2008 között, majd 2018-ban. A sorozatból való távozása után megalapította a CS.I.F.O. rockzenekart. A zene mellett továbbra is színészkedik és szinkronizál.
2019-ben a 3. Szinkronikum Díjátadó Gálán ő kapta a legjobb színésznőnek járó közönségdíjat.

## Színházi szerepei
A Színházi adattárban regisztrált bemutatóinak száma: 3.
- Annie – Tessie (bemutató: 1998. április 7., Thália Színház)
- Antoine de Saint-Exupéry: A kis herceg – Kis herceg (bemutató: 2007. június 10., Körúti Színház, Városmajori Szabadtéri Színpad)
- Karácsony gyertyácskái (bemutató: 1997. december 21., Holdvilág Kamaraszínház)
- Victor Hugo: A nyomorultak – fiatal Cosette, Gavroche (bemutató: 1999. november 19., Madách Színház)
- További szerepei: Mozart, Pomádé király új ruhája, Utolsó öt szín

## Film- és sorozatbeli szerepei

### Sorozatok
| Cím          | Szereplő                                      |
| ------------ | --------------------------------------------- |
| Pasik!       | Fruzsina (3 epizód, 2002)                     |
| Barátok közt | Temesvári Noémi (166 epizód, 2003–2008, 2018) |
| Karádysokk   | Bogi (11 epizód, 2011)                        |

## Szinkronszerepei

### Filmek
| Cím                                            | Szereplő                                 | Színész                                      |
| ---------------------------------------------- | ---------------------------------------- | -------------------------------------------- |
| A bosszú                                       | Jennifer                                 | Matilda Ana Ingrid Lutz                      |
| Ahol a vadak várnak                            | Claire                                   | Pepita Emmerichs                             |
| Alkonyat                                       | Jessica Stanley                          | Anna Kendrick                                |
| Alkonyat – Újhold                              | Jessica Stanley                          | Anna Kendrick                                |
| Alkonyat – Napfogyatkozás                      | Jessica Stanley                          | Anna Kendrick                                |
| Alkonyat: Hajnalhasadás – 1. rész              | Jessica Stanley                          | Anna Kendrick                                |
| Alkonyat: Hajnalhasadás – 2. rész              | Jessica Stanley                          | Anna Kendrick                                |
| Álomháború                                     | Baby Doll                                | Emily Browning                               |
| Ananász expressz                               | Angie Anderson                           | Amber Heard                                  |
| Átnevelő tábor                                 | Sophie                                   | Mila Kunis                                   |
| Bajos csajok                                   | Karen Smith                              | Amanda Seyfried                              |
| Bolondok aranya                                | Gemma Honeycutt                          | Alexis Dziena                                |
| Carrie                                         | Carrie White                             | Chloë Grace Moretz                           |
| Chloe – A kísértés iskolája                    | Chloe                                    | Amanda Seyfried                              |
| Coraline és a titkos ajtó                      | Coraline Jones                           | Dakota Fanning                               |
| Családi üzelmek                                | Melissa Fitzgerald                       | Molly C. Quinn                               |
| Csokoládé                                      | Anouk Rocher                             | Victoire Thivisol                            |
| Éjjel a parton                                 | Amanda Willis                            | Mae Whitman                                  |
| Éjjeli napfény                                 | Morgan                                   | Quinn Shephard                               |
| Éjsötét árnyék                                 | Carolyn Stoddard                         | Chloë Grace Moretz                           |
| Eladó a családom                               | Jenn Jones                               | Amber Heard                                  |
| Elvarázsolt kastély                            | Megan                                    | Aree Davis                                   |
| Fák jú, Tanár úr!                              | Chantal Ackermann                        | Jella Haase                                  |
| Fák jú, Tanár úr! 2.                           | Chantal Ackermann                        | Jella Haase                                  |
| Fák jú, Tanár úr! 3.                           | Chantal Ackermann                        | Jella Haase                                  |
| A félszemű                                     | Mattie Ross                              | Hailee Steinfeld                             |
| Gonosz halott                                  | Mia                                      | Jane Levy                                    |
| Gran Torino                                    | Sue Lor                                  | Ahney Her                                    |
| Gyilkos szezon                                 | Sarah Ford                               | Elizabeth Olin                               |
| Hanna – Gyilkos természet                      | Hanna                                    | Saoirse Ronan                                |
| Hannah Montana – A film                        | Hannah Montana / Miley Stewart           | Miley Cyrus                                  |
| Harry Potter és a bölcsek köve                 | Angelina Johnson                         | Danielle Tabor                               |
| Harry Potter és a Titkok Kamrája               | Ginny Weasley                            | Bonnie Wright                                |
| Harry Potter és az azkabani fogoly             | Ginny Weasley                            | Bonnie Wright                                |
| Harry Potter és a Tűz Serlege                  | Ginny Weasley                            | Bonnie Wright                                |
| Harry Potter és a Főnix Rendje                 | Ginny Weasley                            | Bonnie Wright                                |
| Harry Potter és a Félvér Herceg                | Ginny Weasley                            | Bonnie Wright                                |
| Harry Potter és a Halál ereklyéi 2.            | Ginny Weasley                            | Bonnie Wright                                |
| Harry Potter és a Halál ereklyéi 1.            | Ginny Weasley                            | Bonnie Wright                                |
| Híd Terabithia földjére                        | Leslie Burke                             | AnnaSophia Robb                              |
| Hívatlan vendég                                | Anna                                     | Emily Browning                               |
| Holdhercegnő                                   | Maria Merryweather                       | Dakota Blue Richards                         |
| Igazából szerelem                              | Joanna Anderson                          | Olivia Olson                                 |
| Jéghercegnő                                    | Gen Harwood                              | Hayden Panettiere                            |
| A Kaptár                                       | Vörös Királynő                           | Michaela Dicker                              |
| Karate kölyök                                  | Ali Mills (3. szinkronváltozat)          | Elisabeth Shue                               |
| Kikötői hírek                                  | Bunny Quoyle                             | Alyssa Gainer, Kaitlyn Gainer, Lauren Gainer |
| Kisvárosi rock`n roll                          | Julie                                    | Felicity Jones                               |
| Költői szerelem                                | May Baley                                | Holly Earl                                   |
| Komfortos mennyország                          | Susie Salmon                             | Saoirse Ronan                                |
| Lájkolj, ossz meg, kövess!                     | Shell                                    | Ema Horvath                                  |
| A lány és a farkas                             | Valerie                                  | Amanda Seyfried                              |
| Limonádé                                       | Mohini ’Mo’ Banjaree                     | Naomi Scott                                  |
| Machete gyilkol                                | Miss San Antonio                         | Amber Heard                                  |
| A mostohaapa                                   | Beth Harding                             | Skyler Samuels                               |
| A muskétás                                     | Mathilde                                 | Carrie Mullan                                |
| Nőt akarunk!                                   | Ella                                     | Deborah Barnett                              |
| Otis – Pokoli tévedés                          | Riley Lawson                             | Ashley Johnson                               |
| Randiztam egy sztárral                         | Sara Olson                               | Maggie Castle                                |
| Rocktábor                                      | Peggy                                    | Jasmine Richards                             |
| Rocktábor 2. – A záróbuli                      | Peggy                                    | Jasmine Richards                             |
| Sils Maria felhői                              | Jo-Ann Ellis                             | Chloë Grace Moretz                           |
| Sötét helyek                                   | Diondra                                  | Chloë Grace Moretz                           |
| Step Up 3.                                     | Camille Gage                             | Alyson Stoner                                |
| Step Up – All In                               | Camille Gage                             | Alyson Stoner                                |
| Szilveszter éjjel                              | Hailey                                   | Abigail Breslin                              |
| A szobatárs                                    | Rebecca                                  | Leighton Meester                             |
| Taxisofőr                                      | Iris (2. szinkronváltozat)               | Jodie Foster                                 |
| Tengerparti tini mozi 2.                       | Alyssa                                   | Piper Curda                                  |
| Thor: Szerelem és mennydörgés                  | Darcy Lewis                              | Kat Dennings                                 |
| Az utolsó akcióhős                             | Whitney / Meredith (2. szinkronváltozat) | Bridgette Wilson                             |
| Az utolsó cserkész                             | Darian Hallenbeck (2. szinkronváltozat)  | Danielle Harris                              |
| Az utolsó dal                                  | Veronica ’Ronnie’ Miller                 | Miley Cyrus                                  |
| A végzet ereklyéi – Csontváros                 | Clary                                    | Lily Collins                                 |
| Viharmadarak                                   | Tintin                                   | Vanessa Hudgens                              |
| Villámtolvaj – Percy Jackson és az olimposziak | Annabeth                                 | Alexandra Daddario                           |
| Zombieland                                     | 406                                      | Amber Heard                                  |
| Volt egyszer egy stúdió                        | Judy Hopps / Aranyhaj                    | Ginnifer Goodwin / Mandy Moore               |

### Sorozatok
| Cím                       | Szereplő                          | Színész                 |
| ------------------------- | --------------------------------- | ----------------------- |
| Abbott Általános Iskola   | Janine Teagues                    | Quinta Brunson          |
| Alex és bandája           | Nicole De Ponte                   | Eleonora Gaggero        |
| Aranykalitka              | Billur                            | Merve Polat             |
| Az aranyifjú              | Seyran Şanlı                      | Afra Saraçoğlu          |
| Babilon Berlin            | Charlotte Ritter                  | Liv Lisa Fries          |
| Bella és a Bulldogok      | Sophie                            | Lilimar Hernandez       |
| Bizaardvark               | Paige Olvera                      | Olivia Rodrigo          |
| Doktor Hekimoğlu          | Zeynep Can                        | Damla Colbay            |
| Egy csodálatos asszony    | Şirin Sarıkadı                    | Seray Kaya              |
| Elfeledett szerelem       | Olvido Pérez                      | Melissa Barrera         |
| Élite                     | Lucrecia „Lu” Montesinos Hendrich | Danna Paola             |
| Fazilet asszony és lányai | Ece Çamkıran/Egemen               | Afra Saraçoğlu          |
| Feriha                    | Feriha Yilmaz                     | Hazal Kaya              |
| Flash – A Villám          | Joanie Horton                     | Riley Jade Berglund     |
| Jessie                    | Khatrine Brosh Basston            | Caitlyn Taylor Love     |
| A korona hercege          | Szong Szongjon                    | Han Dzsimin             |
| Lazy Town                 | Stephanie                         | Julianna Rose Mauriello |
| A mostoha                 | Estrella                          | Ana Layevska            |
| Öribarik                  | Cyd Ripley                        | Landry Bender           |
| Parafalva                 | Sally Wilcox                      | Katie Douglas           |
| Preacher                  | Emily                             | Lucy Griffiths          |
| Sarokba szorítva          | Sharon Gil-Santana                | Valentina Bové          |
| Szulejmán                 | Şirin Hatun                       | Büşra Pekin             |
| A szultána                | Köszem szultána (fiatal)          | Anastasia Tsilimpiou    |
| Szünidei napló            | Amit                              |                         |
| The Lodge                 | Skye                              | Sophie Simnett          |
| Tiltott gyümölcs          | Zeynep Yılmaz / Taşdemir          | Sevda Erginci           |
| Tuti gimi                 | Quinn James                       | Shantel VanSanten       |
| Üdvözöl az Éden!          | Alma                              | Irene Dev               |
| WandaVízió                | Darcy Lewis                       | Kat Dennings            |

### Animációs filmek
| Cím                                                | Szereplő                                    | Eredeti hang        |
| -------------------------------------------------- | ------------------------------------------- | ------------------- |
| Angry Birds – A film                               | Sztella                                     | Kate McKinnon       |
| Appleseed Alpha                                    | Iris                                        | Júki Aoi            |
| Aranyhaj és a nagy gubanc                          | Aranyhaj                                    | Mandy Moore         |
| Astro Boy                                          | Cora                                        | Kristen Bell        |
| Bionicle – A legenda újjászületik                  | Kiina                                       | Marla Sokoloff      |
| A bűvös kard – Camelot nyomában                    | Kayley (2. szinkronváltozat: gyerek)        | Sarah Freeman       |
| Cincin lovag                                       | Borsószem hercegnő                          | Emma Watson         |
| Coraline és a titkos ajtó                          | Coraline Jones                              | Dakota Fanning      |
| Final Fantasy VII: Az eljövendő gyermekek          | Yuffie Kisaragi                             | Kakazu Jumi         |
| Gru                                                | Margo                                       | Miranda Cosgrove    |
| Gru 2.                                             | Margo                                       | Miranda Cosgrove    |
| A Hihetetlen család                                | Illana                                      | Sarah Vowell        |
| A Hihetetlen család 2                              | Illana                                      | Sarah Vowell        |
| Így neveld a sárkányodat                           | Astrid                                      | America Ferrera     |
| Macskák királysága                                 | Josioka Haru (2. szinkronváltozat)          | Ikevaki Csizuru     |
| Metropolisz                                        | Tima                                        | Imoto Juka          |
| Münó, a holdbéli manó                              | Tündi                                       | Izïa Higelin        |
| My Little Pony: A film                             | Rarity                                      | Tabitha St. Germain |
| Nimona                                             | Nimona                                      | Chloë Grace Moretz  |
| Őslények országa                                   | Kistülök (2. szinkronváltozat)              | Candace Hutson      |
| Őslények országa 7. – A hideg tűz köve             | Kacsacsőr                                   | Aria Noelle Curzon  |
| Őslények országa 9. – Utazás a nagy vízhez         | Kistülök                                    | Anndi McAfee        |
| Őslények országa 10. – A hosszúnyakúak vándorlása  | Kistülök                                    | Anndi McAfee        |
| Őslények országa 11. – A pöttömszauruszok támadása | Kistülök                                    | Anndi McAfee        |
| Őslények országa 12. – A nagy repülős nap          | Kistülök                                    | Anndi McAfee        |
| Őslények országa 13. – A barátok bölcsessége       | Kistülök                                    | Anndi McAfee        |
| Pinokkió                                           | egyik marionett, ének (2. szinkronváltozat) | Patricia Page       |
| Ralph lezúzza a netet                              | Aranyhaj                                    | Mandy Moore         |
| Utódok: A királyi esküvő                           | Uma                                         | China Anne McClain  |
| A vadon hercegnője                                 | Szan (2. szinkronváltozat)                  | Isida Juriko        |
| A vad robot                                        | Pamska                                      | Stephanie Hsu       |
| Zambézia                                           | Csiri                                       | Tania Gunadi        |
| Zootropolis – Állati nagy balhé                    | Judy Hopps                                  | Ginnifer Goodwin    |

### Animációs sorozatok
| Cím                                                         | Szereplő                                    | Eredeti hang                                   |
| ----------------------------------------------------------- | ------------------------------------------- | ---------------------------------------------- |
| Aranyhaj: A sorozat                                         | Aranyhaj                                    | Mandy Moore                                    |
| A bagolyház                                                 | Boscha                                      | Eden Riegel                                    |
| Békaland                                                    | Marcy Wu                                    | Haley Tju                                      |
| Bakugan szörny bunyósok                                     | Jenny (JJ Babák)                            | Szavasiro Mijuki                               |
| Bommi és barátai                                            | Boomi                                       |                                                |
| Deltora Quest                                               | Ailsa (2. hang)                             |                                                |
| Dóra és barátai                                             | Emma                                        |                                                |
| Futurama                                                    | Amy Wong                                    | Tom Lauren                                     |
| Gyilkos Drónok                                              | "V" Sorozatjelzés                           | Nola Klop                                      |
| Hamis cica                                                  | Gark                                        | Alex Kelly                                     |
| Az ifjú Robin Hood kalandjai                                | Marian                                      | Sarah Natochenny                               |
| Johnny Bravo                                                | Kicsi Suzy                                  | Mae Whitman                                    |
| Kakegurui                                                   | Szaori                                      | Sódzsi Umeka                                   |
| Kakegurui ××                                                | Szaori                                      | Sódzsi Umeka                                   |
| A kiábrándult királylány                                    | Tiabeanie hercegnő                          | Abbi Jacobson                                  |
| A kertvárosi gettó                                          | Cindy McPhearson                            | Tara Strong                                    |
| Lego Friends                                                | Stephanie                                   |                                                |
| Little Charmers                                             | Posie                                       |                                                |
| Littlest Pet Shop                                           | Blythe Baxter                               |                                                |
| LoliRock                                                    | Joanna Lyna                                 | Fily Keita Marie Nonnenmacher                  |
| Mi lenne, ha…?                                              | Darcy Lewis                                 | Kat Dennings                                   |
| Miraculous – Katicabogár és Fekete Macska kalandjai: Rémapó | Marinette Dupain-Cheng / Katicabogár (ének) | Anouck Hautbois (francia) Cristina Vee (angol) |
| Mysticons                                                   | Arkayna Goodfey                             | Alyson Court                                   |
| Naruto                                                      | Toki, Kagecu Mai                            |                                                |
| Az Oroszlán őrség                                           | Jasiri                                      | Maia Mitchell                                  |
| Sabrina, a tiniboszorkány                                   | Jessie                                      |                                                |
| Soul Eater – Lélekfalók                                     | Maka Albarn                                 | Omigava Csiaki                                 |
| Star Darlings: Csillagocskák                                | Libby                                       | Marieve Herington                              |
| Star Wars: Látomások                                        | Saku                                        | Isze Marija (japán) Stephanie Sheh (angol)     |
| Steins;Gate                                                 | Urusibara Luka                              | Kobajasi Jú                                    |
| Szimbionikus titán                                          | Ilana                                       | Tara Strong                                    |
| Utódok: Komisz világ                                        | Allie                                       | Jennifer Veal                                  |
| Vampire Knight                                              | Cross Júki                                  | Horie Jui                                      |
| Vampire Knight Guilty                                       | Cross Júki                                  | Horie Jui                                      |
| Winx Club                                                   | Stella (2. szinkronváltozat, 7. évad)       | Perla Liberatori                               |
| Zootropolis+                                                | Judy Hopps                                  | Ginnifer Goodwin                               |

## Díjai, elismerései
- 2019: Legjobb színésznő (közönségdíj)[2]

## Magánélete
2011-ben feleségül ment Hannig Viktorhoz. 2012-ben megszületett kisfia, Vince. 2013 óta külön él gyermekével, 2015-ben vált el férjétől.